# Сульфід міді(II)
Сульфі́д мі́ді (II) — CuS, неорганічна бінарна сполука двохвалетної міді з сіркою. Речовина чорного кольору, нерозчинна у воді та розбавлених кислотах.

## Отримання
Купрум сульфід отримують прямою дією елементів або реакцією обміну між солями двухвалентної міді та водорозчинними сульфідами:
Na2S + CuSO4 → CuS + Na2SO4